# Бёвраж
Бёвра́ж (фр. Beuvrages) — коммуна во Франции, регион О-де-Франс, департамент Нор, округ Валансьен, кантон Анзен. Пригород Валансьена, находится в 4 км к северу от центра города, в 4 км от автомагистрали А23.
Население (2017) — 6 740 человек.

## Экономика
Структура занятости населения:
- сельское хозяйство — 2,4 %
- промышленность — 3,4 %
- строительство — 2,7 %
- торговля, транспорт и сфера услуг — 30,0 %
- государственные и муниципальные службы — 61,5 %

Уровень безработицы (2017) — 27,3 % (Франция в целом — 13,4 %, департамент Нор — 17,6 %). 

Среднегодовой доход на 1 человека, евро (2017) — 15 850 (Франция в целом — 21 110, департамент Нор — 19 490).

## Демография
Динамика численности населения, чел.

## Администрация
Пост мэра Бёвража с 2020 года занимает Али Беньяйя (Ali Benyahia). На муниципальных выборах 2020 года возглавляемый им левый список одержал победу в 1-м туре, получив 58,44 % голосов.
| Период | Период | Фамилия           | Партия                      | Примечания                          |
| ------ | ------ | ----------------- | --------------------------- | ----------------------------------- |
| 1971   | 1977   | Роже Лею          |                             | фельдшер                            |
| 1977   | 1980   | Жан-Клод Боргоньо | Социалистическая партия     | член Регионального совета           |
| 1980   | 2001   | Артюр Ломпре-Брик | Социалистическая партия     | учитель                             |
| 2001   | 2016   | Андре Ланкет      | Разные левые, Разные правые | пенсионер, член Совета департамента |
| 2016   | 2020   | Мари-Сюзанн Копен | Разные левые                | учительница                         |
| 2020   |        | Али Беньяйя       | Разные левые                | учитель                             |